# Заразиха Бартлинга
Заразиха Бартлинга (лат. Orobanche bartlingii) — вид двудольных растений рода Заразиха (Orobanche) семейства Заразиховые (Orobanchaceae).

## Ботаническое описание
Двулетнее или многолетнее растение 15-60 см высотой, железистоволосистое.
Стебель жёлтый или желтовато-бурый, в средней части 3-110 мм толщиной, у основания часто клубневидно или булавовидно утолщенный, покрытый довольно многочисленными ланцетными чешуями 12-22 мм длиной.
Соцветие цилиндрическое или продолговатое, густое или более рыхлое в нижней части с далеко расставленными цветками и обычно существенно короче остальной части стебля. Кроющие чешуи широколанцетные, 10-20 мм длиной.
Сегменты чашечки свободные или спереди сросшиеся, 7-12 мм длиной, обычно двузубчатые. Венчик 14-18 мм длиной, широко трубчатый, желтоватый, часто с лиловым оттенком в отгибе. Снаружи редко и короткожелезистоволосистый. Нити тычинок до трети длины от основания волосистые. Столбик голый или почти голый.
Плод — коробочка, голая или почти голая. Семена липкие, способные приклеиваться к шерсти животных и перьям птиц, за счёт чего переносятся на большие расстояния.

## Распространение и экология
Вид паразитирует на представителях семейства Зонтичные — Порезник (Libanotis), Горичник (Peucedanum), Борщевик (Heracleum), Сныть (Aegopodium) и других.
Природный ареал охватывает Среднюю и Атлантическую Европу, западное Средиземноморье, Балканы, Малую и Среднюю Азию, Иран. В России встречается в Европейской части, на Кавказе, Западной и Восточной Сибири.
Произрастает в степях и лесах, на полянах и опушках, на каменистых склонах, среди кустарников, на суходольных и субальпийских лугах.

## Классификация

### Таксономическое положение
- Orobanche bartlingii Griseb., 1844, Spic. Fl. Rumel. 2: 57

Вид Заразиха Бартлинга относится к роду Заразиха (Orobanche) семейства Заразиховые (Orobanchaceae) порядка Ясноткоцветные (Lamiales) последовательно входящего в более крупные клады Ламииды → Астериды → Суперастериды → Эвдикоты → Цветковые растения. Таксономическая схема в соответствии с Системой APG IV по состоянию на декабрь 2023 года:
|  |                          |  |                                   |                                   |                       |  | еще 23 семейства | еще 23 семейства |                        |  |  |  | еще 203 подтвержденных вида и 51 таксон в статусе "неподтвержденных" |
|  |                          |  |                                   |                                   |                       |  | еще 23 семейства | еще 23 семейства |                        |  |  |  | еще 203 подтвержденных вида и 51 таксон в статусе "неподтвержденных" |
|  |                          |  |                                   | порядок Ясноткоцветные            |                       |  |                  |                  | род Заразиха           |  |  |  |                                                                      |
|  |                          |  |                                   | порядок Ясноткоцветные            |                       |  |                  |                  | род Заразиха           |  |  |  |                                                                      |
|  | клада Цветковые растения |  |                                   |                                   | семейство Заразиховые |  |                  |                  | вид Заразиха Бартлинга |  |  |  |                                                                      |
|  | клада Цветковые растения |  |                                   |                                   | семейство Заразиховые |  |                  |                  |                        |  |  |  |                                                                      |
|  |                          |  | ещё 63 порядка цветковых растений | ещё 63 порядка цветковых растений |                       |  |                  | еще 98 родов     | еще 98 родов           |  |  |  |                                                                      |
|  |                          |  |                                   | ещё 63 порядка цветковых растений |                       |  |                  |                  | еще 98 родов           |  |  |  |                                                                      |